# Rise Kommune
Rise Kommune på Ærø var en dansk sognekommune i Svendborg Amt fra 1867 til 1966. Kommunen bestod kun af Rise Sogn.
Kommunen blev oprettet 1. april 1867 efter Ærø ved fredsslutningen efter 2. slesvigske krig var blevet  overført fra Hertugdømmet Slesvig til Kongeriget Danmark. Rise Kommune blev per 1. april 1966 sammenlagt med Ærøskøbing Købstadskommune og landkommunerne Bregninge, Søby og Tranderup Kommuner til Vest Ærø Kommune. Vest Ærø Kommune skiftede i 1970 navn til Ærøskøbing Kommune og blev i 2006 sammenlagt med Marstal Kommune til Ærø Kommune.